# Eliasz (Dorociński)
Eliasz imię świeckie Kazimierz Janusz Dorociński (ur. 1 marca 1980) – polski duchowny starokatolicki (do 2018), następnie duchowny prawosławny (do 2020), zaś od 2021 niezależny duchowny chrześcijański. Do czerwca 2020 ordynariusz eparchii polskiej Apostolskiej Cerkwi Prawosławnej na Ukrainie. Do 2023 roku sprawował nadzór nad utworzonym 31 sierpnia 2020 biskupstwem łódzkim należącym do Prawosławnego Patriarchatu Narodów w Paryżu. Od 2023 roku pełni funkcję biskupa Apostolskiego Kościoła Starokatolickiego. 

## Życiorys
Był między innymi kanclerzem Kurii Biskupiej, przełożonym Zgromadzenia Zakonnego Braci Miłosierdzia Bożego oraz członkiem Rady Kościoła Starokatolickiego w RP (stan na grudzień 2016). Był również proboszczem Parafii Podwyższenia Świętego Krzyża w Łodzi oraz prezesem Ekumenicznej Fundacji Dobrego Pasterza. Po śmierci bp. Marka Kordzika był jednym z delegatów na Synod Nadzwyczajny Kościoła Starokatolickiego w Rzeczypospolitej Polskiej (14 stycznia 2017). W 2018 r. przestał być duchownym Kościoła Starokatolickiego w Polsce, pozostając Przełożonym Generalnym Zakonu. Przed działalnością Zakonu ostrzegała Kuria Metropolitalna w Łodzi. Prowadził dialog m.in. z Kościołem Katolickim Mariawitów we Francji.  

## Konwersja na prawosławie
18 listopada 2018 został wybrany przez Kapitułę Generalną Zakonu Braci Mniejszych Miłosierdzia Bożego na biskupa Zakonu. Święcenia biskupie zostały wyznaczone na 8 stycznia 2019 w Kijowie. W grudniu 2018 przeszedł wraz z całym zakonem do Apostolskiej Cerkwi Prawosławnej na Ukrainie dokonując konwersji na prawosławie, pozostając przy obrządku zachodnim, potwierdzając to 7 stycznia 2019 w Świątyni Katedralnej Objawienia Pańskiego w Kijowie składając publiczne wyznanie wiary. 8 stycznia 2019 r. przyjął chirotonię biskupią. Święceń biskupich udzielali metropolita kijowski oraz całej Ukrainy Stefan, biskup lwowski i galicyjski Konstantyn, biskup kijowski i browarski Dimitrij oraz biskup boryspolski Siergiej.   

## Usunięcie z Cerkwi
12 czerwca 2020 zwierzchnik Apostolskiej Cerkwi Prawosławnej, metropolita Stefan (Negrebetsky), usunął bpa Eliasza (Dorocińskiego) ze swoich struktur, jednocześnie rozwiązując eparchię polską Apostolskiej Cerkwi Prawosławnej. Usunięcie dotyczyło również tych duchownych, którzy pozostali w łączności z biskupem Eliaszem. Sam Dorociński dzień wcześniej zapowiedział zwołanie Synodu nowo powstałego Apostolskiego Kościoła Katolickiego. Ostatecznie jednak, wraz z biskupem Michałem, został przyjęty przez patriarchę Nicolasa do Prawosławnego Patriarchatu Narodów w Paryżu. W ten sposób 31 sierpnia 2020 w strukturze tej utworzono biskupstwo łódzkie.  
Od 2023 roku prowadzi niezależną działalność w ramach duszpasterstwa w Łodzi; zrzesza wokół siebie nieliczną grupę duchownych.  